# فيرا داي
فيرا داي (بالإنجليزية: Vera Day)‏ هي ممثلة بريطانية، ولدت في 4 أغسطس 1935 بلندن في المملكة المتحدة.

## وصلات خارجية
- فيرا داي على موقع IMDb (الإنجليزية)
- فيرا داي على موقع قاعدة بيانات الفيلم (الإنجليزية)